# Hottentotta somalicus
Espèce
Hottentotta somalicus est une espèce de scorpions de la famille des Buthidae.

## Distribution
Cette espèce est endémique de Somalie. Elle se rencontre vers Mogadiscio.

## Description
Le mâle holotype mesure 40,23 mm et la femelle paratype 60,28 mm.

## Étymologie
Son nom d'espèce lui a été donné en référence au lieu de sa découverte, la Somalie.

## Publication originale
- Kovařík, 2018 : « Scorpions of the Horn of Africa (Arachnida, Scorpiones). Part XIV. Hottentotta somalicus sp. n. (Buthidae) from Somalia. » Euscorpius, no 256, p. 1-8 (texte intégral).